# Сан-Садурні-д'Аноя
Сан-Садурні́-д'Ано́я (кат. Sant Sadurní d'Anoia) - муніципалітет, розташований в Автономній області Каталонія, в Іспанії. Знаходиться у районі (кумарці) Ал-Панадес провінції Барселона, згідно з новою адміністративною реформою перебуватиме у складі Баґарії (округи) Барселона.

## Населення
Населення міста (у 2007 р.) становить 11.790 осіб (з них менше 14 років - 17,1%, від 15 до 64 - 67,7%, понад 65 років - 15,2%). У 2006 р. народжуваність склала 142 особи, смертність - 94 особи, зареєстровано 44 шлюби. У 2001 р. активне населення становило 4.935 осіб, з них безробітних - 327 осіб.

Серед осіб, які проживали на території міста у 2001 р., 7.270 народилися в Каталонії (з них 5.467 осіб у тому самому районі, або кумарці), 2.178 осіб приїхало з інших областей Іспанії, а 395 осіб приїхало з-за кордону. 

Університетську освіту має 9% усього населення. 

У 2001 р. нараховувалося 3.274 домогосподарства (з них 14,7% складалися з однієї особи, 25,8% з двох осіб,23,2% з 3 осіб, 23,9% з 4 осіб, 8,2% з 5 осіб, 2,8% з 6 осіб, 0,9% з 7 осіб, 0,3% з 8 осіб і 0,2% з 9 і більше осіб).

Активне населення міста у 2001 р. працювало у таких сферах діяльності : у сільському господарстві - 2,8%, у промисловості - 45,4%, на будівництві - 7,9% і у сфері обслуговування - 43,8%. 

 У муніципалітеті або у власному районі (кумарці) працює 5.058 осіб, поза районом - 1.461 особа.

### Доходи населення
У 2002 р. доходи населення розподілялися таким чином :
| \| Доходи населення за статтями доходів \| Доходи населення за статтями доходів \| Доходи населення за статтями доходів \| \| Рік \| 2002 р. \| 2001 р. \| \| ------------------------------------ \| ------------------------------------ \| ------------------------------------ \| \| Заробітна платня \| 63,4% \| 65,5% \| \| Доходи від ведення бізнесу \| 23,6% \| 21,6% \| \| Соціальна допомога \| 13,1% \| 12,9% \| |         |         |
| Доходи населення за статтями доходів |         |         |
| Рік | 2002 р. | 2001 р. |
| Заробітна платня | 63,4%   | 65,5%   |
| Доходи від ведення бізнесу | 23,6%   | 21,6%   |
| Соціальна допомога | 13,1%   | 12,9%   |

### Безробіття
У 2007 р. нараховувалося 262 безробітних (у 2006 р. - 253 безробітних), з них чоловіки становили 44,3%, а жінки - 55,7%.

## Економіка
У 1996 р. валовий внутрішній продукт розподілявся по сферах діяльності таким чином :
| \| Валовий внутрішній продукт \| Валовий внутрішній продукт \| Валовий внутрішній продукт \| \| Рік \| 1996 р. \| 1991 р. \| \| -------------------------- \| -------------------------- \| -------------------------- \| \| Сільське господарство \| 1,4% \| 1,6% \| \| Промисловість \| 65,4% \| 62,6% \| \| Будівництво \| 5,1% \| 7% \| \| Послуги \| 28,1% \| 28,8% \| |         |         |
| Валовий внутрішній продукт |         |         |
| Рік | 1996 р. | 1991 р. |
| Сільське господарство | 1,4%    | 1,6%    |
| Промисловість | 65,4%   | 62,6%   |
| Будівництво | 5,1%    | 7%      |
| Послуги | 28,1%   | 28,8%   |

### Підприємства міста

#### Промислові підприємства
| \| Промислові підприємства міста, за сферою діяльності \| Промислові підприємства міста, за сферою діяльності \| Промислові підприємства міста, за сферою діяльності \| \| Рік \| 2002 р. \| 2001 р. \| \| --------------------------------------------------- \| --------------------------------------------------- \| --------------------------------------------------- \| \| Енергетичні та водні ресурси \| 1,2% \| 1,1% \| \| Хімія та метали \| 3% \| 2,9% \| \| Переробка металів \| 18,1% \| 17,2% \| \| Продукти харчування \| 63,3% \| 62,6% \| \| Текстиль \| 4,8% \| 5,2% \| \| Виробництво меблів, видання \| 9% \| 10,3% \| \| Інше \| 0,6% \| 0,6% \| \| Усього підприємств \| 166 \| 174 \| |         |         |
| Промислові підприємства міста, за сферою діяльності |         |         |
| Рік | 2002 р. | 2001 р. |
| Енергетичні та водні ресурси | 1,2%    | 1,1%    |
| Хімія та метали | 3%      | 2,9%    |
| Переробка металів | 18,1%   | 17,2%   |
| Продукти харчування | 63,3%   | 62,6%   |
| Текстиль | 4,8%    | 5,2%    |
| Виробництво меблів, видання | 9%      | 10,3%   |
| Інше | 0,6%    | 0,6%    |
| Усього підприємств | 166     | 174     |

#### Роздрібна торгівля
| \| Підприємства роздрібної торгівлі міста, за сферою діяльності \| Підприємства роздрібної торгівлі міста, за сферою діяльності \| Підприємства роздрібної торгівлі міста, за сферою діяльності \| \| Рік \| 2002 р. \| 2001 р. \| \| ------------------------------------------------------------ \| ------------------------------------------------------------ \| ------------------------------------------------------------ \| \| Продукти харчування \| 38,9% \| 39% \| \| Одяг та взуття \| 14,4% \| 15,5% \| \| Товари для дому \| 17,2% \| 17,1% \| \| Книги та періодичні видання \| 2,8% \| 2,7% \| \| Промислова хімічна продукція \| 8,3% \| 8% \| \| Продукція, пов'язана з транспортними засобами \| 1,7% \| 1,6% \| \| Інше \| 16,7% \| 16% \| \| Усього підприємств \| 180 \| 187 \| |         |         |
| Підприємства роздрібної торгівлі міста, за сферою діяльності |         |         |
| Рік | 2002 р. | 2001 р. |
| Продукти харчування | 38,9%   | 39%     |
| Одяг та взуття | 14,4%   | 15,5%   |
| Товари для дому | 17,2%   | 17,1%   |
| Книги та періодичні видання | 2,8%    | 2,7%    |
| Промислова хімічна продукція | 8,3%    | 8%      |
| Продукція, пов'язана з транспортними засобами | 1,7%    | 1,6%    |
| Інше | 16,7%   | 16%     |
| Усього підприємств | 180     | 187     |

#### Сфера послуг
| \| Підприємства міста, що працюють у сфері послуг, за діяльністю \| Підприємства міста, що працюють у сфері послуг, за діяльністю \| Підприємства міста, що працюють у сфері послуг, за діяльністю \| \| Рік \| 2002 р. \| 2001 р. \| \| ------------------------------------------------------------- \| ------------------------------------------------------------- \| ------------------------------------------------------------- \| \| Гуртова торгівля \| 15,7% \| 15,1% \| \| Готелі та готельний бізнес \| 17,7% \| 18,1% \| \| Транспорт та зв'язок \| 14,3% \| 16% \| \| Посередницькі фінансові послуги \| 4,2% \| 4,2% \| \| Послуги підприємствам \| 7,3% \| 6,3% \| \| Послуги фізичним особам \| 28,7% \| 27,8% \| \| Нерухомість та ін. \| 12,1% \| 12,4% \| \| Усього підприємств \| 356 \| 331 \| |         |         |
| Підприємства міста, що працюють у сфері послуг, за діяльністю |         |         |
| Рік | 2002 р. | 2001 р. |
| Гуртова торгівля | 15,7%   | 15,1%   |
| Готелі та готельний бізнес | 17,7%   | 18,1%   |
| Транспорт та зв'язок | 14,3%   | 16%     |
| Посередницькі фінансові послуги | 4,2%    | 4,2%    |
| Послуги підприємствам | 7,3%    | 6,3%    |
| Послуги фізичним особам | 28,7%   | 27,8%   |
| Нерухомість та ін. | 12,1%   | 12,4%   |
| Усього підприємств | 356     | 331     |

## Житловий фонд
У 2001 р. 3,1% усіх родин (домогосподарств) мали житло метражем до 59 м2, 38% - від 60 до 89 м2, 38,6% - від 90 до 119 м2 і
20,3% - понад 120 м2.

З усіх будівель у 2001 р. 27,1% було одноповерховими, 36,8% - двоповерховими, 25,7
% - триповерховими, 6,6% - чотириповерховими, 3,5% - п'ятиповерховими, 0,3% - шестиповерховими,
0% - семиповерховими, 0,1% - з вісьмома та більше поверхами.

## Автопарк
| \| Автомобілі, зареєстровані у місті, за призначенням \| Автомобілі, зареєстровані у місті, за призначенням \| Автомобілі, зареєстровані у місті, за призначенням \| \| Рік \| 2006 р. \| 2005 р. \| \| -------------------------------------------------- \| -------------------------------------------------- \| -------------------------------------------------- \| \| Приватні автомобілі \| 67,4% \| 66,4% \| \| Мотоцикли \| 9,5% \| 9,3% \| \| Вантажівки \| 17,3% \| 17,6% \| \| Трактори \| 1% \| 1,2% \| \| Автобуси та ін. \| 4,8% \| 5,5% \| \| Усього автомобілів \| 7.640 шт. \| 7.502 шт. \| |           |           |
| Автомобілі, зареєстровані у місті, за призначенням |           |           |
| Рік | 2006 р.   | 2005 р.   |
| Приватні автомобілі | 67,4%     | 66,4%     |
| Мотоцикли | 9,5%      | 9,3%      |
| Вантажівки | 17,3%     | 17,6%     |
| Трактори | 1%        | 1,2%      |
| Автобуси та ін. | 4,8%      | 5,5%      |
| Усього автомобілів | 7.640 шт. | 7.502 шт. |

## Вживання каталанської мови
У 2001 р. каталанську мову у місті розуміли 96,8% усього населення (у 1996 р. - 96,5%), вміли говорити нею 80,3% (у 1996 р. - 
83,1%), вміли читати 80,2% (у 1996 р. - 79%), вміли писати 60,2
% (у 1996 р. - 55,8%). Не розуміли каталанської мови 3,2%.

## Політичні уподобання
У виборах до Парламенту Каталонії у 2006 р. взяло участь 5.547 осіб (у 2003 р. - 5.863 особи). Голоси за політичні сили розподілилися таким чином:
| \| Вибори до Парламенту Каталонії \| Вибори до Парламенту Каталонії \| Вибори до Парламенту Каталонії \| \| Рік \| 2006 р. \| 2003 р. \| \| -------------------------------------- \| ------------------------------ \| ------------------------------ \| \| Конвергенція та Єднання (CiU) \| 35,1% \| 35,4% \| \| Соціалістична партія Каталонії (PSC) \| 30,1% \| 30,7% \| \| Народна партія (PP) \| 6% \| 7,1% \| \| Ініціатива за зелену Каталонію (IC) \| 8% \| 5,5% \| \| Республіканська лівиця Каталонії (ERC) \| 17,6% \| 19,9% \| \| Громадянська партія (C's) \| 0,8% \| 0% \| \| Інші \| 2,4% \| 1,4% \| |         |         |
| Вибори до Парламенту Каталонії |         |         |
| Рік | 2006 р. | 2003 р. |
| Конвергенція та Єднання (CiU) | 35,1%   | 35,4%   |
| Соціалістична партія Каталонії (PSC) | 30,1%   | 30,7%   |
| Народна партія (PP) | 6%      | 7,1%    |
| Ініціатива за зелену Каталонію (IC) | 8%      | 5,5%    |
| Республіканська лівиця Каталонії (ERC) | 17,6%   | 19,9%   |
| Громадянська партія (C's) | 0,8%    | 0%      |
| Інші | 2,4%    | 1,4%    |

У муніципальних виборах у 2007 р. взяло участь 5.396 осіб (у 2003 р. - 5.931 особа). Голоси за політичні сили розподілилися таким чином:
| \| Муніципальні вибори \| Муніципальні вибори \| Муніципальні вибори \| \| Рік \| 2007 р. \| 2003 р. \| \| -------------------------------------- \| ------------------- \| ------------------- \| \| Конвергенція та Єднання (CiU) \| 37,3% \| 39,5% \| \| Соціалістична партія Каталонії (PSC) \| 32,2% \| 30,7% \| \| Народна партія (PP) \| 9,3% \| 8,2% \| \| Ініціатива за зелену Каталонію (IC) \| 0% \| 6% \| \| Республіканська лівиця Каталонії (ERC) \| 21,2% \| 15,6% \| \| Громадянська партія (C's) \| 0% \| 0% \| \| Інші \| 0% \| 0% \| |         |         |
| Муніципальні вибори |         |         |
| Рік | 2007 р. | 2003 р. |
| Конвергенція та Єднання (CiU) | 37,3%   | 39,5%   |
| Соціалістична партія Каталонії (PSC) | 32,2%   | 30,7%   |
| Народна партія (PP) | 9,3%    | 8,2%    |
| Ініціатива за зелену Каталонію (IC) | 0%      | 6%      |
| Республіканська лівиця Каталонії (ERC) | 21,2%   | 15,6%   |
| Громадянська партія (C's) | 0%      | 0%      |
| Інші | 0%      | 0%      |